# Павел (Пясецкий)
 Павел (Пясецкий) 17 октября 1579, Пясечно — 1 августа 1649 в городе Могила, теперь Краков) — католический религиозный деятель, секретарь короля Сигизмунда III Вазы, каноник Познаньский, варшавский и Люблинский, аббат в Могиле (1624—1649), епископ в Каменце (1627—1640), епископ в Холме (1640—1644), в Перемышле (1644—1649). Получил известность как автор сочинения на латинском языке «Chronica» (1645 год). На польском языке перевод сочинения вышел в Кракове в 1870 году. Перевод отрывка из «Chronica» на русском был опубликован в «Русском архиве», а и полное извлечение о Смутном времени из хроники Пясецкого — в «Памятниках древней письменности» (т. 68, 1887 год). Извлечение о Смутном времени перевёл архимандрит Леонид. Отмечается, что Пясецкий много пишет о вредном влиянии иезуитов на польское королевство, благодаря чему приобрел многочисленных врагов. Отмечается также, что он называет Лжедмитрия выходцем из Москвы, получившим воспитание в польской Руси.

## Биография
Сын Себастьяна Пясецкого и его жены Катажины из рода Громадских.
Учился в  Ягеллонском университете в 1596 году, полтора года – в Риме, куда прибыл в 1598 году, в Оломоуце, где поступил в иезуитскую академию (1605), затем – в  Праге.
По возвращении в Польшу, принял духовный сан и находился при дворе епископа Познани Вавжинца Гослицкого, вскоре получил должность каноника в Познани. В  1608 году снова отправляется в Рим для дальнейшего обучения, где 19 Июля 1610 года получил докторскую степень.
Вернувшись в Польшу (1613) служил в течение почти 15 лет секретарем короля Сигизмунда III Вазы. Стал каноником, а в 1616 году архидьяконом Варшавы, затем Люблина. В 1624 году назначен аббатом в городок Могила возле Кракова.
15 июля 1627 король номинировал его на епископство в Каменке, рукоположен в должности 16 июля 1628 после утверждения номинации  Папой. В 1640 году король номинировал его  на епископство в Холме. На должность вступил после инаугурации в марте 1642 года. 8 августа 1644 король назначил его епископом в Перемышль, а 7 декабря Папа утвердил Павла в должности, торжественная инаугурация состоялась в феврале 1646.
В 1634 году владелец сёл Бискупице и Стружи вблизи Холма в Люблинском воеводстве. Поддержал избрание королем Владислава IV Вазы от  Подольского воеводства в 1632 году.
Умер 1 августа 1649 года в городке Могила вблизи Кракова (теперь в черте города), там и был похоронен.

### Важнейшие произведения
- Praxis episcopalis , Венеция 1611, типография Societatis Minimae,  последующие публикации: Венеция 1613; Кельн 1615; Венеция 1620 (сомнительное издание; по мнению Эштрейхера, перепечатка заголовка издания 1613 года), Кельн 1620; Краков 1627; Краков 1643; Венеция 1647; Кельн 1665;  "Nucleus jus episcopalis" 1681 (сомнительное издание, см. Estreicher XXIV, 231), Кельн 1687; Львов 1758.
- Chronica gestorum in Europa singularium , Краков, 1645, типография им. Ф. Цезаря, опубликовано далее: Краков 1645 (фактически 1646), Краков 1648; Амстердам 1649; современный перевод на польский язык Chrząszczewski с конца 18-го века, изд. К. В. Войцицки частично «Дневники правления Сигизмунда III», том 1-2, Варшава, 1846; весь «Хроника Павла Пасецкого», Краков, 1870;